# Au point
Au point, journal d’un Français sous l’empire de la pensée unique est un recueil de chroniques hebdomadaires de Patrick Besson publié en janvier 2012 aux éditions Fayard.

## Présentation
Il s'agit de pastiches d'auteurs célèbres comme : "Bonjour Christine Boutin", par Françoise Sagan, "La chute de Dominique Strauss-Kahn", par Albert Camus, "Eva Joly", par le marquis de Sade, "Marine Le Pen", par Patrick Modiano ou "Oh les beaux jours de Chevènement" par Samuel Beckett.

## Relations critiques
(décembre 2023).
- « Impertinentes, parfois provocantes, les chroniques de Patrick Besson sont un vrai régal à la relecture...

On le sait, le genre est casse-gueule : il peut souligner l'éphémère inanité de l'auteur. Ici, c'est l'inverse : Besson est meilleur à la relecture. Dans ce joyeux fourre-tout sans foi ni loi, on retrouvera donc ses têtes de Turc - Delanoë le "bobodeste", Fred Vargas... - et ses éternelles amours - Lawrence Durrell, la Serbie... -, entrecoupées d'un cruel pastiche de Christine Angot ou d'une comparaison hilarante du phrasé du sélectionneur Laurent Blanc avec celui de Duras - "longs silences, répétitions obsédantes, adjectifs lents, ponctuation pesante... »

-- Jérôme Dupuis - L'Express, février 2012 --
- « Ce volume rassemble les chroniques de Patrick Besson pour Le Point entre 2002 et 2010. Hilarant. C'est sans conteste le livre le plus drôle de la rentrée de janvier. Sourire garanti à chaque page, et il y en a près de mille. Attention aux crampes des zygomatiques. Tous les comiques du moment - ou prétendus tels - peuvent aller se rhabiller. On se demande pourquoi Besson ne se lance pas dans un one-man-show. »—Dominique Guiou - Le Figaro, 2 février 2012 --

- « On ne résume pas 405 chroniques. On ne compte pas leurs vacheries ni leurs victimes. Ses chroniques, c'est tout Besson. Déjanté, érudit, impertinent, grave, rigolard, vengeur, provocateur, coquin, lettré, anar, incontrôlable. Il se joue des lignes jaunes et plante en gourmand son petit drapeau noir. Souvent, avec Besson, on croit lire un sketch, c'est une fable. Ses textes abondent de réflexions sur ces tout et ces presque rien, ces n'importe quoi qui importent. »—Michel Richard - Le Point, 19 janvier 2012 --

## Éditions
- Au point, journal d’un Français sous l’empire de la pensée unique, éditions Fayard, 2012